# John Tjaarda
Johan "Jan" Tjaarda (* 4. Februar 1897; † 1962), später bekannt als John Tjaarda van Sterkenburg, war ein US-amerikanischer Produkt- und Autodesigner niederländischer Herkunft. Er wurde 1897 in Arnhem, Niederlande, als Sohn der Henriette Elisabeth Thieme und des Arztes Johannes Jan Tjaarda geboren.
Tjaarda wurde in Großbritannien in Flugzeugkonstruktion ausgebildet und war später Pilot in der Koninklijke Luchtmacht. 1923 emigrierte er in die USA, änderte seinen Namen in John und arbeitete in Hollywood als Karosseriebauer. Um 1926 wurde er als Konstrukteur bei dem Wagenbauer Locke and Company eingestellt. Deren bekanntestes Produkt war der Touralette, ein von Tjaarda ursprünglich für sich selbst entworfener zweitüriger offener Aufbau für das Chassis des Chrysler L-80 (1927–1928).
Eine Zeit lang arbeitete er auch für die von Harley Earl geleitete „GM Art and Colour Section“

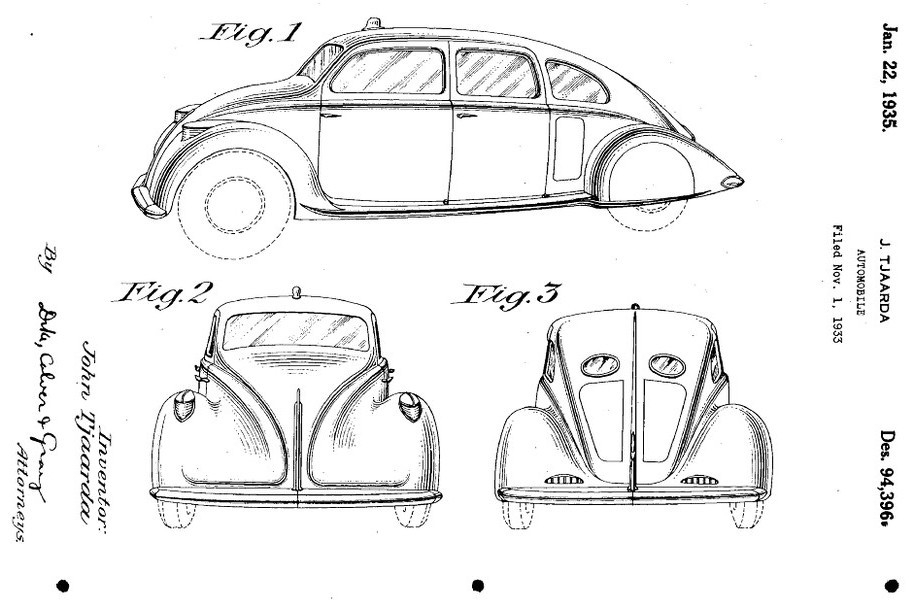
Briggs Dream Car, 1933

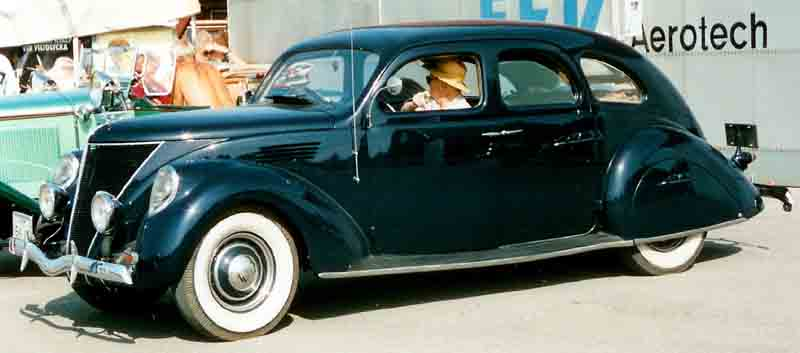
Lincoln Zephyr, 1936

In den 1920er Jahren gestaltete er eine Reihe von Stromlinienkarosserien, bekannt als die „Sterkenburg Serie“. Später wurde er Leiter des Karosseriedesigns bei der Briggs Manufacturing Company, einem Karosseriehersteller in Detroit, der unter anderem für Ford und Chrysler arbeitete. Dort entwickelte er im Auftrag von Ford das „Briggs Dream Car“, ein Konzeptfahrzeug für die Weltausstellung „A Century of Progress“ in Chicago. Der Wagen hatte einen Heckmotor und eine Stromlinienkarosserie. Eine ähnliche Form, umgestellt auf Frontmotor, gab Tjaarda dem Lincoln-Zephyr (1936).
1934 schuf er für Briggs die Ausstellung „Kitchen of Tomorrow“ (Küche von Morgen).
Der Designer Tom Tjaarda war John Tjaardas Sohn.